# Militära grader i Sovjetarmén
Militära grader i Sovjetarmén visar den hierarkiska ordningen i Sovjetarmén.

## Militära grader 1945-1955
De militära graderna i Sovjetarmén var under perioden 1945-1955 de samma som hade införts i Röda armén 1943.

## Militära grader 1955-1991

### Officerare, generalspersoner och flaggmän
|                     | Kompaniofficerare | Kompaniofficerare | Kompaniofficerare | Kompaniofficerare | Regementsofficerare | Regementsofficerare | Regementsofficerare | Generalspersoner | Generalspersoner | Generalspersoner  | Generalspersoner                       | Generalspersoner                       | Generalspersoner          |       |
| ------------------- | ----------------- | ----------------- | ----------------- | ----------------- | ------------------- | ------------------- | ------------------- | ---------------- | ---------------- | ----------------- | -------------------------------------- | -------------------------------------- | ------------------------- | ----- |
| Markstridskrafterna |                   |                   |                   |                   |                     |                     |                     |                  |                  |                   |                                        |                                        |                           |       |
| Flygstridskrafterna |                   |                   |                   |                   |                     |                     |                     |                  |                  |                   |                                        |                                        |                           |       |
| Militära grader     | Junior löjtnant   | Löjtnant          | Senior löjtnant   | Kapten            | Major               | Överstelöjtnant     | Överste             | Generalmajor     | Generallöjtnant  | Generalöverste    | Armégeneral till 1974 \| från 1974     | Armégeneral till 1974 \| från 1974     | Marskalk av Sovjetunionen |       |
|                     | Kompaniofficerare | Kompaniofficerare | Kompaniofficerare | Kompaniofficerare | Regementsofficerare | Regementsofficerare | Regementsofficerare | Flaggmän         | Flaggmän         | Flaggmän          | Flaggmän                               | Flaggmän                               | Flaggmän                  |       |
| Sovjetmarinen       |                   |                   |                   |                   |                     |                     |                     |                  |                  |                   |                                        |                                        |                           |       |
| Galon               |                   |                   |                   |                   |                     |                     |                     |                  |                  |                   |                                        |                                        |                           |       |
| Sjömilitära grader  | Junior löjtnant   | Löjtnant          | Senior löjtnant   | Kaptenlöjtnant    | Kapten av 3. rangen | Kapten av 2. rangen | Kapten av 1. rangen | Konteramiral     | Viceamiral       | Admiral (Admiral) | Flottamiral (1943–1955) \| (1962–1994) | Flottamiral (1943–1955) \| (1962–1994) | Storamiral                |       |
| NATO-kod            | OF-1              | OF-1              | OF-1              | OF-2              | OF-3                | OF-4                | OF-5                | OF-6             | OF-7             | OF-8              | OF-9                                   | OF-9                                   | OF-10                     | OF-10 |

### Soldater, matroser, sergeanter, högbåtsmän och fänrikar
| ARMÉUNIFORM                   | Manskap | Manskap     | Sergeanter       | Sergeanter | Sergeanter       | Sergeanter                  | Sergeanter                  | Fänrikar                  | Fänrikar               |
| ----------------------------- | ------- | ----------- | ---------------- | ---------- | ---------------- | --------------------------- | --------------------------- | ------------------------- | ---------------------- |
| Lantstridskrafterna           |         |             |                  |            |                  |                             |                             |                           |                        |
| Flygstridskrafterna           |         |             |                  |            |                  |                             |                             |                           |                        |
| Militär grad                  | Menig   | Korpral     | Yngre sergeant   | Sergeant   | Äldre sergeant   | till 1963 Fanjunkare        | från 1963 Fanjunkare        | från 1971 Fänrik          | från 1981 Äldre fänrik |
| Svensk motsvarighet till 1972 | Menig   | Vicekorpral | Korpral          | Furir      | Överfurir        | Rustmästare                 | Rustmästare                 | Sergeant                  | Fanjunkare             |
| MARINUNIFORM                  | Manskap | Manskap     | Högbåtsmän       | Högbåtsmän | Högbåtsmän       | Högbåtsmän                  | Högbåtsmän                  | Fänrikar                  | Fänrikar               |
| Sovjetmarinen                 |         |             |                  |            |                  |                             |                             |                           |                        |
| Sjömilitära grader            | Matros  | Korpral     | Yngre högbåtsman | Högbåtsman | Äldre högbåtsman | Flaggunderofficer till 1956 | Flaggunderofficer från 1956 | Fänrik från 1971          | Äldre fänrik från 1981 |
| Svensk motsvarighet till 1972 | Sjöman  | --          | Korpral          | Furir      | Högbåtsman       | Förste högbåtsman           | Förste högbåtsman           | Underofficer av 2. graden | Flaggunderofficer      |
| NATO-kod                      | OR-1    | OR-2        | OR-4             | OR-5       | OF-7             | OR-8                        | OR-8                        | WO-1                      | WO-2                   |